# Trinity River (Californië)
De Trinity River (oorspronkelijk de Hoopa of Hupa genoemd door de Yurok en hun' door de Hupa) is een rivier in het noorden van de Amerikaanse staat Californië. Het is de voornaamste zijrivier van de Klamath River met een lengte van 266 kilometer. De rivier stroomt tussen de Klamath Mountains en de Coast Ranges door en het stroomgebied beslaat zo'n 7.600 km² in Trinity en Humboldt County. De Trinity is aangewezen als een zogenaamde National Wild and Scenic River en stroomt door smalle canyons en bergweides.
De rivier stond ooit bekend om zijn overvloed aan anadrome vissen, zoals de chinookzalm en de regenboogforel, die de oorspronkelijke indiaanse bewoners voor duizenden jaren van voedsel voorzagen. Vanwege de afgelegen ligging duurde het tot de goldrush midden negentiende eeuw dat Europese kolonisten naar het gebied kwamen. De rivier dankt zijn naam aan Pierson B. Reading die bij het bereiken van de rivier in 1848 in de veronderstelling was dat de rivier bij Trinidad Bay in de Grote Oceaan zou uitmonden. De komst van goudzoekers leidde tot conflicten met de oorspronkelijke bewoners, waarbij het aantal indianen sterk afnam als gevolg van geweld en ziektes. In de daaropvolgende decennia zorgden houtkap, veeteelt en vervuiling door mijnbouw voor veranderingen in de ecologie van de rivier, als ook een afname in de vispopulatie.
Tegenwoordig is de Trinity een belangrijke leverancier van water voor irrigatie en voor het opwekken van hydro-elektriciteit. Het gebied wordt daarnaast gebruikt voor recreationele doeleinden als gold panning, vissen en raften. In 1964 is de rivier ingedamd om zo Trinity Lake te creëren, het op twee na grootste stuwmeer van de staat. Sinds 1991 zijn er omgevingswetten van kracht die stellen dat er genoeg water de rivier ingelaten moet worden om zo de visstand te beschermen. Voorheen werd namelijk tot negentig procent van het bovenstroomse water afgevoerd naar de Central Valley voor de landbouw.

## Verloop

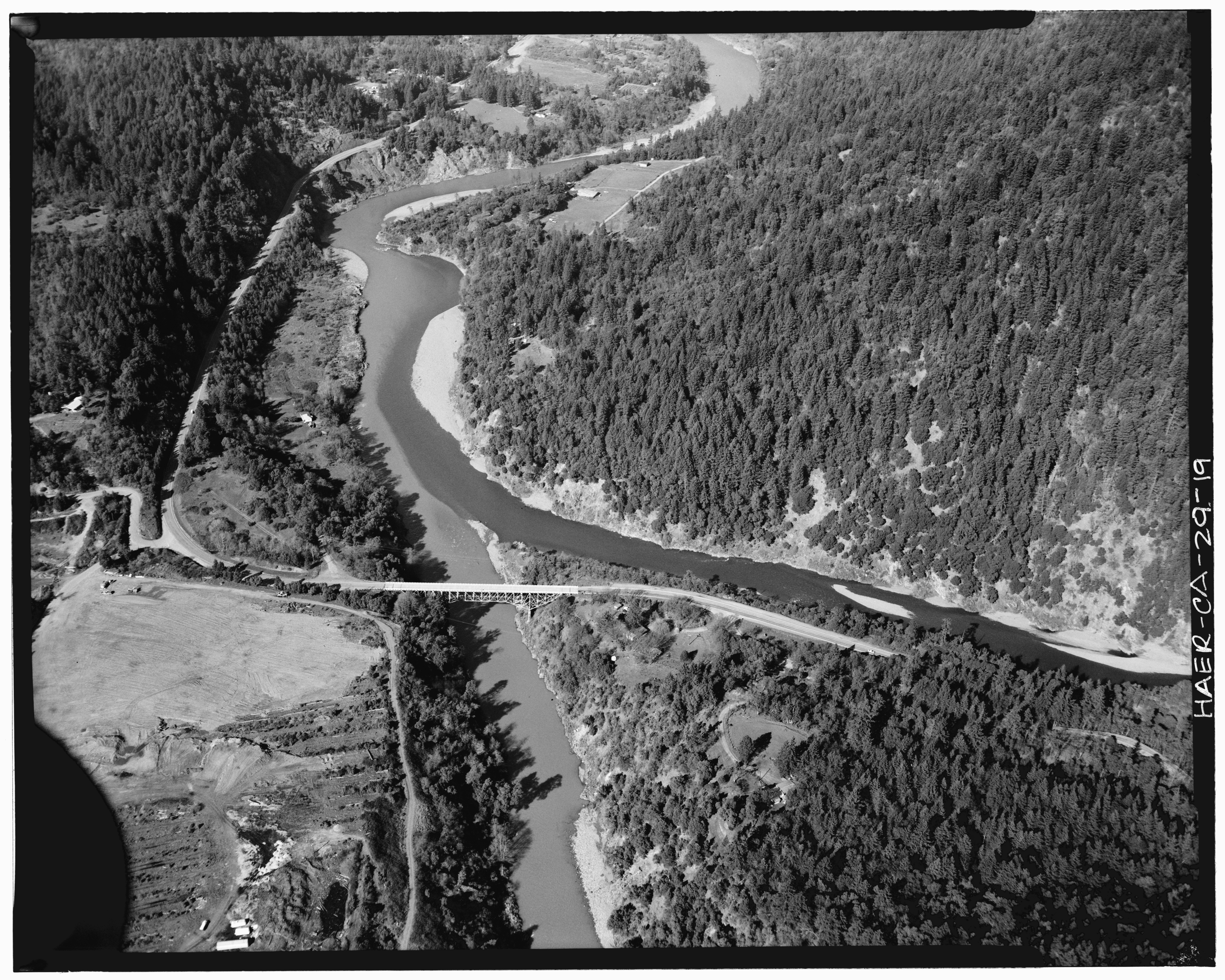
De samenvloeiing van de South Fork en de hoofdstroom van de Trinity River

De Trinity begint bij de samenvloeiing van de High Camp Creek en de Chilcoot Creek in de Scott Mountains in Trinity County. De rivier stroomt zuidwaarts door een diepe vallei met aan de oostkant de Trinity Mountains en aan de westkant de Salmon Mountains en de Trinity Alps. De Coffee Creek voegt zich bij de rivier, voordat deze in Trinity Lake uitmondt dat in 1964 is ontstaan door de bouw van Trinity Dam. In Trinity Lake vloeien ook de East Fork en de Stuart Fork samen met de rivier. Net voorbij de Trinity Dam ligt de Lewiston Dam die via een waterkrachtcentrale water afvoert naar de Sacramento voor irrigatie van de landbouwgronden in de Central Valley binnen het kader van het Central Valley Project.
Na de Lewiston Dam loopt de rivier zuidwestwaarts en passeert zij de plaatsen Lewiston en Douglas City; Weaverville, de hoofdplaats van Trinity County en tevens het grootste bevolkingscentrum in het gebied, ligt een aantal kilometer ten noorden van dit deel van de Trinity. Vervolgens stroomt de rivier in noordwestelijke richting voorbij Junction City om bij Helena samen te vloeien met de North Fork. Verder westwaarts passeert de rivier de voormalige mijnersnederzetting Big Bar en stroomt ze door een diepe kloof waar ook de SR 299 doorheen loopt. Ter hoogte van Burnt Ranch voegt de New River zich bij de rivier en bij Salyer vloeit de Trinity samen met de South Fork waarna de omvang van de rivier zo goed als verdubbelt.
Vanaf de samenvloeiing met de South Fork buigt de rivier sterk af naar het noorden en stroomt ze Humboldt County in. De Trinity loopt hier via een bredere vallei door het terrein van het Hoopa Valley Reservation. Ter hoogte van Weitchpec voegt de Trinity zich samen met de Klamath River die vanaf daar 71 km verder in noordwestelijke richting loopt naar de Grote Oceaan.
De Trinity is voornamelijk een regenrivier die in de periode december-april de hoogste en in de periode augustus-oktober de laagste waterstanden kent. Het waterpeil kan in de winter snel stijgen als gevolg van stormen die vanuit de Grote Oceaan in Noord-Californië toeslaan. In de zomer, wanneer er nauwelijks neerslag valt, zijn het smeltwater afkomstig uit de Klamath Mountains en grondwater onder de rivierbedding de belangrijkste bronnen van watertoevoer. Sinds de jaren 1960 is de omvang van de rivier sterk afgenomen doordat er water naar de Central Valley wordt afgevoerd. Desondanks zorgt een minimum van door te laten water voor het behoud van de zalmtrek voor hogere waterstanden in de droge periode dan oorspronkelijk het geval was.

## Stroomgebied

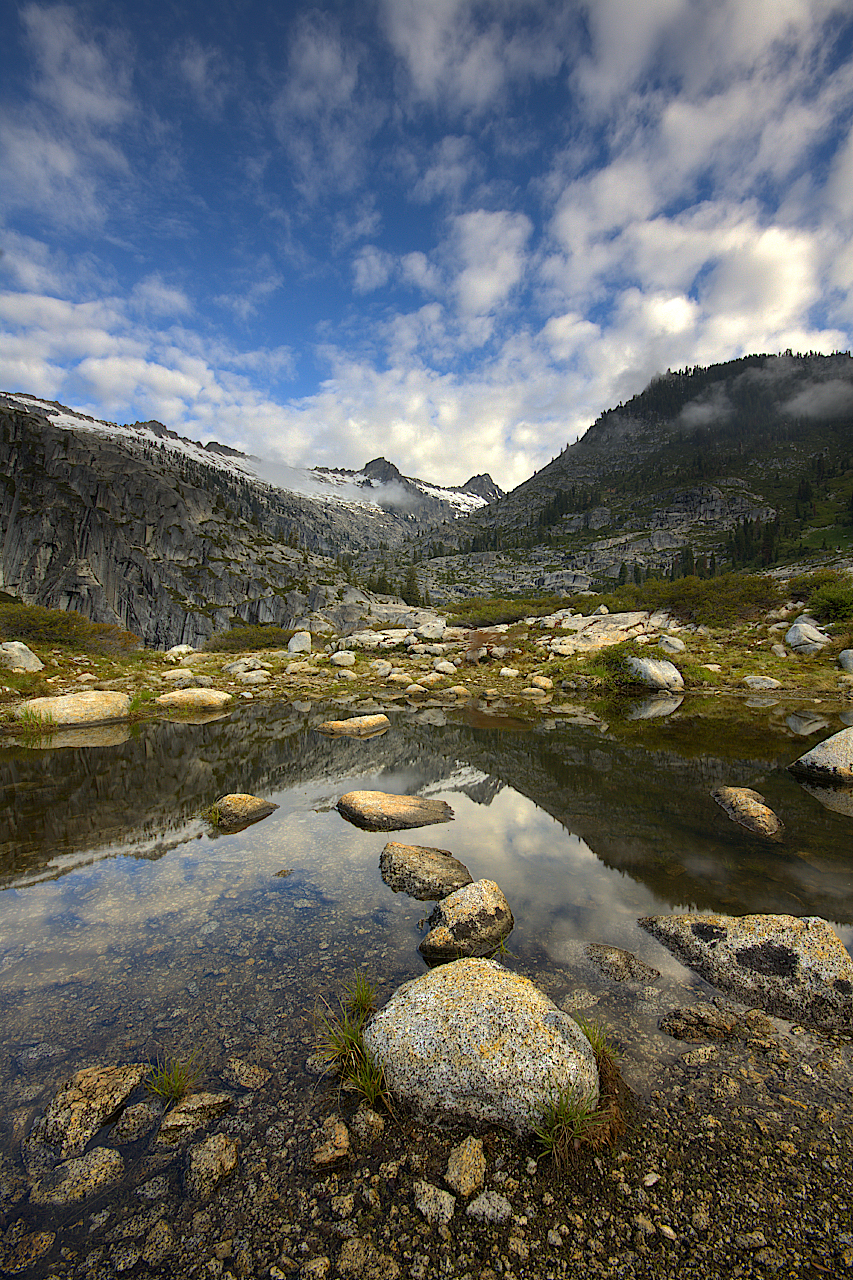
Bergmeertje bij de Canyon Creek Lakes in het uiterst bovenstroomse gedeelte ten westen van Sawtooth Peak

Het stroomgebied van de Trinity meet zo'n 7600 km² en watert een bergachtig en bosrijk gebied in de noordelijke kustregio van Californië af. Sawtooth Peak in de Trinity Alps is met 2709 meter het hoogste punt in het stroomgebied, terwijl de rivier op een hoogte van 58 m boven zeeniveau in de Klamath uitmondt. Het stroomgebied van de Trinity grenst aan een aantal grote afwateringsgebieden in Californië; ten westen liggen de stroomgebieden van de Mad River en de Redwood Creek, ten noorden die van de Salmon River en de Scott River (die in de Klamath River uitmonden), ten oosten het stroomgebied van de Clear Creek en ten zuiden dat van de Cottonwood Creek (die beide afwateren op de Sacramento).
Bergen domineren het gebied en de enige vlaktes bevinden zich in enkele smalle valleien: het bekken van Weaverville en de valleien van Hoopa, Hyampom en Hayfork. Ruim negentig procent van het stroomgebied is bedekt met bossen van zilversparren, eiken en dennen. Chaparral en struiken bedekken samen zo'n vijf procent, terwijl grasland en onbegroeid land elk één procent bedekken. Oevervegetatie en draslanden beslaan samen ongeveer een half procent en minder dan twee procent bestaat uit stedelijk gebied. Hayfork Valley is met een areaal van 21.000 ha het grootste landbouwgebied van Trinity County. De federale overheid heeft ongeveer tachtig procent van het stroomgebied in beheer middels de United States Forest Service en de Bureau of Land Management. De overige twintig procent is particulier eigendom, waarvan ongeveer de helft in handen is van houtkapbedrijven.
Er heerst over het algemeen een mediterraan klimaat met koele, natte winters en hete, droge zomers. De gemiddelde neerslag bedraagt zo'n 1.400 mm per jaar; in de vlaktes rondom Weaverville en Hayfork valt jaarlijks gemiddeld 940 mm neerslag, terwijl er in de bergen dichter bij de kust gemiddeld 2200 mm kan vallen. Hevige regenval gecombineerd met het steile terrein zorgt voor een snelle oppervlakte-afvoer en een grote kans op overstromingen tijdens winterstormen. Stenen en sediment die door de overstroming worden meegenomen, worden langs de lopen afgezet en vormen zo een alluviale rivier. Menselijke activiteiten zoals mijnbouw en de aanleg van wegen hebben geleid tot meer erosie, waardoor de rivier ook meer sediment meeneemt. Dammen zorgen er daarentegen voor dat sediment gevangen wordt en dat de rivier benedenstrooms minder sediment kan afzetten. Beide menselijke ingrepen hebben invloed gehad op de geomorfologie van de rivier en daarmee onder andere de oevervegetatie en de habitat van vissen veranderd.